# スマネン
スマネン (sumanene) は、6員環を中心としてフラーレンの一部を切り取った構造を持つ炭化水素化合物（バッキーボウル）。サンスクリット語・ヒンディー語でヒマワリを意味する"Suman"にちなみ命名された。

## 合成と構造
対照的な構造を持つコランニュレンは1966年に合成が達成されていたが、スマネンは2003年に大阪大学の平尾・櫻井らが合成に成功するまで一度も合成されていなかった。これは、5員環を中心とした構造を持つコランニュレンに対し、6員環を中心とするスマネンはひずみが大きいためである。
平尾・桜井はノルボルナジエン3つをつなぎ、3ヶ所の二重結合をオレフィンメタセシスで組み替え、一挙に骨格を作り上げ、それから脱水素反応を行ってスマネンへ誘導した。櫻井の技術指導により、東京化成工業は世界で唯一スマネンの生産・販売を行っている。
近年スマネンの詳しい構造解析がなされ、結晶中でのスマネン分子は皿のように積み重なっていることが分かっている。この構造はπ電子の相互作用が起こる。また、スマネンの5員環に結合している水素原子は高い反応性を持つので、その水素原子から様々な置換基を取りつけることができる。実際、置換基の付いたスマネンや、ベンジル基のsp3炭素が硫黄やケイ素に置き換わったスマネンの合成も成功している。